# Procesul sfenoidal al osului palatin
Procesul sfenoidal al osului palatin (Processus sphenoidalis ossis palatini) este o apofiză, situată posterior pe partea de sus a lamei perpendiculare a osului palatin, fiind despărțit de procesul orbitar prin incizura sfenopalatină (Incisura sphenopalatina). Este o lamă patrulateră subțire, aplicată peste lama medială a procesului pterigoid și apoi recurbată dedesubtul corpului osului sfenoid, prelungindu-se astfel până la vomer, cu care se articulează. Prezintă câteva fețe și margini:
- Fața superioară a procesului sfenoidal  se  articulează cu cornetul sfenoidal, și deasupra lui cu rădăcina lamei mediale a procesului pterigoid al osului sfenoid. Pe fața superioară se află un șanț, care împreună cu  procesul vaginal (Processus vaginalis) al lamei mediale a procesului pterigoid, formează canalul palatovaginal (Canales palatino-vaginalis)
- Fața inferomedială a procesului sfenoidal este concavă și formează o parte a tavanului și peretelui lateral al cavității nazale
- Fața laterală a procesului sfenoidal se articulează posterior cu lama medială a procesului pterigoid, iar partea anterioară formează o parte a peretelui medial al fosei  pterigopalatine
- Marginea posterioară a procesului sfenoidal se articulează cu procesul vaginal al lamei mediale a procesului pterigoid
- Marginea anterioară a procesului sfenoidal este margine posterioară a scobiturei sfenopalatină (Incisura sphenopalatina)
- Marginea medială a procesului sfenoidal se articulează cu aripa vomerului.